# Kappa del Taure
Kappa del Taure (κ Tauri) és un estel múltiple en la constel·lació del Taure que pot estar formada per almenys sis components. Els estels principals, separats visualment 5,6 minuts d'arc, són κ¹ Tauri (65 del Taure), de magnitud aparent +4,21, i κ² Tauri (67 del Taure), de magnitud aparent +5,28. Formen part del cúmul de les Híades i es troben a 153 anys llum de distància del sistema solar.
κ¹ del Taure és un subgegant blanc de tipus espectral A7IV amb una temperatura efectiva de 8290 K. La seva lluminositat és 34 vegades superior a la del Sol i el seu radi és 2,9 vegades major que el radi solar, cosa que permet estimar la seva massa en unes 2,2 masses solars. Mitjançant ocultació lunar se sap que κ¹ Tauri és un estel binari.
κ² del Taure també té tipus espectral A7V, però és un estel de la seqüència principal amb una temperatura una mica inferior, 7600 K. La seva lluminositat és 13 vegades superior a la solar amb un radi 2,1 vegades major que el del Sol, i la seva massa és d'aproximadament 1,8 masses solars. Tant κ¹ Tauri com κ² Tauri són estels variables Delta Scuti.
Encara que κ¹ del Taure i κ del Taure es mouen de forma similar a través de l'espai, atès que la separació real entre ambdós és d'almenys 16.000 ua, no semblen formar una veritable sistema binari. Visualment entre ells, es troba un altre estel binari, les components del qual, Kappa del Taure C i Kappa del Taure D (ADS 3201), tenen magnitud 9, i estan separades 5,3 segons d'arc entre si i 183 segons d'arc de κ¹ Tauri. Completen el sistema dos companys de magnitud 12, Kappa del Taure E, a 136 segons d'arc de κ¹ del Taure, i Kappa del Taure F, a 340 segons d'arc de κ² Tauri.